# Pasaplatos
Pasaplatos fue un programa de televisión de reality culinario de argentina conducido por la actriz y presentadora, Carina Zampini emitido por pantalla de eltrece. En él, dos equipos de cocineros competirán para encontrar quién es el mejor de la cocina.

## Equipo
| Carina Zampini  | Conductora     |                | Conductora     | Conductora     |  |  |  |  |  |  |  |  |  |  |  |  |  |  |  |  |  |  |  |  |  |  |  |  |  |  |  |  |  |  |  |  |  |  |  |  |  |  |  |  |  |  |  |  |  |  |  |  |  |  |  |  |  |  |
| Paula Chaves    |                | Conductora     |                |                |  |  |  |  |  |  |  |  |  |  |  |  |  |  |  |  |  |  |  |  |  |  |  |  |  |  |  |  |  |  |  |  |  |  |  |  |  |  |  |  |  |  |  |  |  |  |  |  |  |  |  |  |  |  |
| Jurado          |                |                |                |                |  |  |  |  |  |  |  |  |  |  |  |  |  |  |  |  |  |  |  |  |  |  |  |  |  |  |  |  |  |  |  |  |  |  |  |  |  |  |  |  |  |  |  |  |  |  |  |  |  |  |  |  |  |  |
| Roberto Ottini  | Jefe de cocina | Jefe de cocina | Jefe de cocina | Jefe de cocina |  |  |  |  |  |  |  |  |  |  |  |  |  |  |  |  |  |  |  |  |  |  |  |  |  |  |  |  |  |  |  |  |  |  |  |  |  |  |  |  |  |  |  |  |  |  |  |  |  |  |  |  |  |  |
| Juan Gaffuri    | Jurado         | Jurado         | Jurado         |                |  |  |  |  |  |  |  |  |  |  |  |  |  |  |  |  |  |  |  |  |  |  |  |  |  |  |  |  |  |  |  |  |  |  |  |  |  |  |  |  |  |  |  |  |  |  |  |  |  |  |  |  |  |  |
| Pablo Massey    | Jurado         | Jurado         | Jurado         |                |  |  |  |  |  |  |  |  |  |  |  |  |  |  |  |  |  |  |  |  |  |  |  |  |  |  |  |  |  |  |  |  |  |  |  |  |  |  |  |  |  |  |  |  |  |  |  |  |  |  |  |  |  |  |
| David Veltri    |                |                | Jurado         |                |  |  |  |  |  |  |  |  |  |  |  |  |  |  |  |  |  |  |  |  |  |  |  |  |  |  |  |  |  |  |  |  |  |  |  |  |  |  |  |  |  |  |  |  |  |  |  |  |  |  |  |  |  |  |
| Dolli Irigoyen  |                |                | Invitada       | Jurado         |  |  |  |  |  |  |  |  |  |  |  |  |  |  |  |  |  |  |  |  |  |  |  |  |  |  |  |  |  |  |  |  |  |  |  |  |  |  |  |  |  |  |  |  |  |  |  |  |  |  |  |  |  |  |
| Gabriel Oliveri |                |                |                | Jurado         |  |  |  |  |  |  |  |  |  |  |  |  |  |  |  |  |  |  |  |  |  |  |  |  |  |  |  |  |  |  |  |  |  |  |  |  |  |  |  |  |  |  |  |  |  |  |  |  |  |  |  |  |  |  |

## Formato
En cada programa habrá dos tandas de 4 cocineros/as que deben preparar un mismo plato en 20 minutos y presentarlos ante el “pasaplatos”.
Luego de degustar los platos, los jurados pueden tomar 3 decisiones:
1. Si al menos a uno de ellos le gusta el plato, levanta la palanca de aceptación, el pasaplatos se abre y ve, por primera vez, cara a cara al aspirante responsable de la preparación. En caso de que ambos chefs aprueben, es decir que ambos quieran al participante en su equipo, éste elige a cuál quiere ir.
2. Si a ninguno de los chefs le gusta la preparación, devuelven el plato y él o la aspirante queda afuera de juego.
3. La tercera opción es que, al menos uno de los chefs accione la palanca negra y, en ese caso, el plato es devuelto, pero se abre el pasaplatos y ven al aspirante. Esto quiere decir que le dan otra oportunidad y podrá volver a presentarse a la etapa de admisión.

El objetivo de cada Chef, en la primera etapa de la competencia, es conformar su equipo con sus participantes. Pero elegirán a sus miembros, del otro lado del pasaplatos, sin poder verlos. Una vez que ambos chefs hayan elegido a los participantes que integrarán cada uno de sus equipos, dará comienzo la competencia en "Pasaplatos", en donde se enfrentarán entre sí hasta finalmente conocer al gran ganador.
En la segunda temporada de la edición de famosos, el programa se renueva totalmente con un nuevo estudio para las celebridades que participan en busca de coronarse ganadores.

## Resumen
| Temporada | Fecha de duración                              | Resultado                | Resultado                 | Resultado                        |
| Temporada | Fecha de duración                              | Primer puesto            | Segundo puesto            | Otros finalistas                 |
| --------- | ---------------------------------------------- | ------------------------ | ------------------------- | -------------------------------- |
| 1         | 17 de abril – 23 de junio de 2023              | Antonella Irigoyen       | Tomas Onetto              | Gregory Carreño Sol Malcoff      |
| 2         | 22 de mayo - 3 de junio de 2023                | Geraldine "Gege" Neumann | Gladys, la Bomba Tucumana | Aníbal Pachano Sebastián Cobelli |
| 3         | 26 de junio - 8 de septiembre de 2023          | Ángeles Balbiani         | Viviana Saccone           | Bárbara "Barby" Franco           |
| 4         | 11 de septiembre de 2023 - 26 de enero de 2024 | Gregory Carreño          | Jesica                    | Cecilia                          |

Notas
     Equipo Pablo Massey (temporadas 1-3) y David Veltri (temporada 3)
     Equipo Juan Gaffuri

## Primera temporada

### Participantes
| Equipo Pablo Massey |                |
| Nombre              | Resultado      |
| Antonella Irigoyen  | Ganadora       |
| Sol Malcoff         | Semifinalista  |
| Lucas Reyes         | 28.º Eliminado |
| Yamila Hachur       | 25.ª Eliminada |
| Martina Azrak       | 24.ª Eliminada |
| Marcos Huk          | 21.º Eliminado |
| Antonio Massuh      | 20.º Eliminado |
| Miguel Ángel Rímolo | 17.º Eliminado |
| Luis La Fontana     | 16.º Eliminado |
| Claudio Cosio       | 13.º Eliminado |
| Gina Capelo         | 12.ª Eliminada |
| Ezequiel Gago       | 9.º Eliminado  |
| Claudio Amaya       | 7.º Eliminado  |
| Carina Burgos       | 5.ª Eliminada  |
| Daniela Falla       | 4.ª Eliminada  |
| Amir Ddir           | 1.º Eliminado  |

| Equipo Juan Gaffuri |                |
| Nombre              | Resultado      |
| Tomás Onetto        | Finalista      |
| Gregory Carreño     | Semifinalista  |
| Daniel Campos       | 27.º Eliminado |
| Mabel Arcienaga     | 26.ª Eliminada |
| Nazareno Higuaín    | 23.º Eliminado |
| Paula Alonzo        | 22.ª Eliminada |
| Julia Palacio       | 19.ª Eliminada |
| Soledad Dueñas      | 18.ª Eliminada |
| Ezequiel Piacenza   | 15.º Eliminado |
| Gastón Alfonso      | 14.º Eliminado |
| Lucimar Jordau      | 11.ª Eliminada |
| Federico Castro     | 10.º Eliminado |
| José García         | 8.º Eliminado  |
| Martina Pons        | 6.ª Eliminada  |
| Rodrigo Martínez    | 3.º Eliminado  |
| Jorge Lafuente      | 2.º Eliminado  |

Invitados
- Felicitas Pizarro
- Ximena Sáenz
- Leandro Bouzada
- Franco Malacisa
- Gabriel Oggero
- Sergio Lapegüe
- Micaela Lapegüe

## Segunda temporada:Pasaplatos Famosos
El especial fue estrenado el 22 de mayo de 2023 y finalizado el 3 de junio de 2023, con la particularidad que esta vez los concursantes son celebridades que se enfrentaran durante 11 episodios bajo la conducción de Paula Chaves.

### Participantes
| Equipo Pablo Massey       |      |                   |               |
| Nombre                    | Edad | Profesión         | Resultado     |
| Gladys, la Bomba Tucumana | 58   | Cantante          | Finalista     |
| Sebastián Cobelli         | 45   | Exfutbolista      | Semifinalista |
| César Juricich            | 47   | Diseñador de moda | 6.º Eliminado |
| Yanina Screpante          | 40   | Modelo            | 5.ª Eliminada |
| Evelyn von Brocke         | 55   | Periodista        | 3.ª Eliminada |
| Silvina Escudero          | 39   | Bailarina         | 1.ª Eliminada |

| Equipo Juan Gaffuri |      |                        |               |
| Nombre              | Edad | Profesión              | Resultado     |
| Geraldine Neumann   | 39   | Modelo                 | Ganadora      |
| Aníbal Pachano      | 68   | Bailarín y coreógrafo  | Semifinalista |
| Carna               | 59   | Humorista              | 8.º Eliminado |
| Ximena Capristo     | 46   | Actriz                 | 7.ª Eliminada |
| Gabriel Oliveri     | 45   | Hotelero               | 4.º Eliminado |
| Sofía Macaggi       | 33   | Bailarina y periodista | 2.ª Eliminada |

| No seleccionados |      |                          |            |
| Nombre           | Edad | Profesión                | Resultado  |
| Chanchi Estévez  | 46   | Exfutbolista             | Eliminados |
| Teresa Calandra  | 69   | Exmodelo                 | Eliminados |
| Evelyn Scheidl   | 71   | Conductora de televisión | Eliminados |
| Fernanda Vives   | 42   | Modelo                   | Eliminados |

## Tercera temporada:Pasaplatos Edición Famosos
La temporada esta vez será de mayor duración (3 meses) y fue estrenado el 26 de junio de 2023, esta vez bajo la conducción de Carina Zampini. Hacia la mitad de la temporada, el chef Pablo Massey es reemplazado como jurado y líder del Equipo Naranja por el chef David Veltri.

### Participantes
| Equipo Pablo Massey/David Veltri |      |                             |                |
| Nombre                           | Edad | Profesión                   | Resultado      |
| Viviana Saccone                  | 55   | Actriz                      | Finalista      |
| Guido Süller                     | 62   | Mediático                   | 21.º Eliminado |
| Ivo Cutzarida                    | 60   | Actor                       | 20.º Eliminado |
| Laura Fidalgo                    | 48   | Bailarina y coreógrafa      | 17.ª Eliminado |
| Leonardo Tusam                   | 49   | Hipnotizador                | 16.º Eliminado |
| Pato Galván                      | 53   | Periodista                  | 14.º Eliminado |
| Karin Cohen                      | 53   | Periodista y locutora       | 10.ª Eliminada |
| Ginette Reynal                   | 63   | Modelo                      | 9.ª Eliminada  |
| Mercedes Ninci                   | 59   | Periodista                  | 7.ª Eliminada  |
| Paula Trápani                    | 52   | Periodista                  | 3.ª Eliminada  |
| Dan Breitman                     | 40   | Actor, humorista y cantante | 2.º Eliminado  |
| José Meolans                     | 45   | Exnadador olímpico          | 1.er Eliminado |

| Equipo Juan Gaffuri     |      |                       |                |
| Nombre                  | Edad | Profesión             | Resultado      |
| Ángeles Balbiani        | 41   | Actriz                | Ganadora       |
| Bárbara Franco          | 31   | Modelo                | 3.er Lugar     |
| Pachu Peña              | 60   | Humorista             | 19.º Eliminado |
| Cabito                  | 53   | Productor             | 18.º Eliminado |
| Pablo Alarcón           | 76   | Actor                 | 15.º Eliminado |
| Turco García            | 59   | Exfutbolista          | 13.º Eliminado |
| Germán Kraus            | 79   | Actor                 | 12.º Eliminado |
| Valeria Archimó         | 51   | Bailarina             | 11.ª Eliminada |
| María Fernanda Callejón | 57   | Actriz y vedette      | 8.ª Eliminada  |
| Silvia Fernández Barrio | 70   | Periodista            | 6.ª Eliminada  |
| Estefanía Berardi       | 32   | Bailarina y panelista | 5.ª Eliminada  |
| Esteban Prol            | 56   | Actor                 | 4.º Eliminado  |

| No seleccionados     |      |                         |            |
| Nombre               | Edad | Profesión               | Resultado  |
| Josefina Pouso       | 44   | Modelo                  | Eliminados |
| Osvaldo Príncipi     | 66   | Relator deportivo       | Eliminados |
| Camila Cavallo       | 29   | Modelo                  | Eliminados |
| Alejandro Gardinetti | 62   | Humorista               | Eliminados |
| Yuyito González      | 63   | Actriz                  | Eliminados |
| Cristian U           | 42   | Mediático               | Eliminados |
| Gladys Florimonte    | 64   | Actriz y humorista      | Eliminados |
| Gustavo Conti        | 47   | Actor                   | Eliminados |
| Adriana Salgueiro    | 69   | Actriz                  | Eliminados |
| Diego Topa           | 47   | Conductor de televisión | Eliminados |

## Cuarta temporada:Pasaplatos El Restaurante
La cuarta temporada, conducida por Carina Zampini, fue estrenada el 11 de septiembre de 2023 con la incorporación de Dolli Irigoyen y Gabriel Oggero como jurados. En esta temporada, los participantes compiten por la oportunidad de convertirse en los socios dueños de un restaurante.
Durante las primeras dos semanas de competencia, Dolli Irigoyen y Juan Gaffuri serán los jueces encargados de contratar a los 18 participantes que trabajarán en el Restaurante. En caso de que los jurados no se pongan de acuerdo, habrá comensales invitados que decidirán si el aspirante puede regresar para tener otra oportunidad.
Una vez finalizada esta etapa y ya en la tercera semana de la competencia, El Restaurante abre sus puertas. Cada viernes habrá una jornada de eliminación con un cheff especialista invitado y nueve comensales que participarán de la elección del ganador.
El programa finalizará el 19 de enero de 2024. 